# Moogie Canazio
Antonio "Moogie" Canazio, mais conhecido por Moogie Canazio, é um produtor musical brasileiro. Ele já trabalhou com um leque de importantes artistas nacionais, como Maria Bethânia, Caetano Veloso, Sandy & Junior, João Gilberto, Jay Vaquer, Roupa Nova e  Xuxa. Em 28 de junho de 2011, foi eleito vice-presidente da Academia Latina da Gravação.

## Prêmios e indicações
Moogie acumula vários prêmios, entre eles o Tim e o Multishow.[carece de fontes?]
| Ano  | Prêmio        | Categoria                              | Trabalho                            | Resultado | Ref.  |
| ---- | ------------- | -------------------------------------- | ----------------------------------- | --------- | ----- |
| 1993 | Grammy Award  | Melhor Engenheiro de Som, Não Clássico | Brasileiro, de Sérgio Mendes        | Indicado  | [ 4 ] |
| 1997 | Grammy Award  | Melhor Engenheiro de Som, Não Clássico | Oceano, de Sérgio Mendes            | Indicado  | [ 4 ] |
| 2001 | Grammy Award  | Best World Music Album                 | João Voz e Violão, de João Gilberto | Venceu    | [ 5 ] |
| 2002 | Grammy Latino | Melhor Engenharia de Produção em Álbum | Sandy & Junior, de Sandy & Junior   | Indicado  | [ 1 ] |
| 2012 | Grammy Latino | Produtor do Ano                        | Umbigobunker!?, de Jay Vaquer       | Indicado  | [ 6 ] |
| 2016 | Grammy Latino | Melhor Engenharia de Produção em Álbum | Like Nice, de Celso Fonseca         | Indicado  | [ 7 ] |
| 2016 | Grammy Latino | Produtor do Ano                        | Like Nice, de Celso Fonseca         | Indicado  | [ 8 ] |
| 2017 | Grammy Latino | Melhor Engenharia de Produção em Álbum | Zanna, de Zanna                     | Indicado  | [ 9 ] |
| 2017 | Grammy Latino | Produtor do Ano                        | Zanna, de Zanna                     | Indicado  | [ 9 ] |